# NGC 6329
NGC 6329 é uma galáxia elíptica (E) localizada na direcção da constelação de Hercules. Possui uma declinação de +43° 41' 06" e uma ascensão recta de 17 horas, 14 minutos e 15,1 segundos.
A galáxia NGC 6329 foi descoberta em 11 de Julho de 1876 por Édouard Jean-Marie Stephan.